# Geländetaufe
Die Geländetaufe ist ein militärisches Verfahren zur Bezeichnung von sichtbaren Geländepunkten zur schnellen Orientierung. Sie dient der Vereinfachung bei der Zielansprache und findet bei Feuerkommandos und Lagemeldungen Anwendung. Gleichzeitig können damit Ortsangaben so verschleiert werden, dass sie der Gegner in einer abgefangenen Funkmeldung nicht ohne weiteres zuordnen kann.
Damit diese von den Betroffenen verstanden werden, müssen Geländetaufen zwischen benachbarten Truppenteilen oder Teileinheiten aufeinander abgestimmt werden. Die Notwendigkeit einer Geländetaufe ergibt sich einerseits aus der normalerweise unzureichenden Kartenausstattung der Truppe, andererseits aus dem Bedürfnis, im Einsatz über ein möglichst engmaschiges Netz von Referenzpunkten im Gelände zu verfügen. Die Ermittlung von geschätzten oder gemessenen MGRS-Werten für einen Geländepunkt dauert im Einsatzfall bei auftretendem Feind meist zu lange. Nur mit einem dichten Netz von Bezugspunkten können zeitnah hinreichend präzise Meldungen über Beobachtungen gemacht werden. Dabei kommt es darauf an, möglichst einprägsame Namen zu wählen, die das Charakteristische des Geländepunktes hervorheben.
Einzelne Geländebedeckungen, wie Wälder und Bäume, Felder, Straßen und Gebäude, oder Geländeformen wie Berge, Hügel oder Senken werden dabei nach auffälligen Merkmalen benannt. So wird meist eine unbewaldete Höhe als Kahler Berg, ein Gehöft mit Silo als Silohof oder ein Waldstück in Kreuzform als Kreuzwald benannt. Sofern Kartenmaterial mit Höhenangaben verfügbar ist, können Geländeerhebungen oder -senken auch nach der Höhenangabe für die höchste oder tiefste Stelle bezeichnet werden. Beispiele dafür wären Höhe 234, seltener 386er Berg.
Die Geländetaufe von Geländepunkten ermöglicht mit dem zugewiesenen Namen eine schnellere Zielerkennung nach der räumlichen Lage im Gelände als mit dem RE(E)HLZ-Verfahren, für die Beschreibung nach Richtung, einsehbares Gelände (Vordergrund-Mittelgrund-Hintergrund), Entfernung, (markantes) Hilfsziel, Lage des Ziels zum Hilfsziel und Zielobjekt. 
In der Kriegsgeschichte wurden Geländeteile häufig auch nach Personen oder Truppenteilen benannt, die längere Zeit an diesem Ort eingesetzt waren. Deswegen ergeben sich bei der Lektüre von Einsatzdarstellungen dann später oft Schwierigkeiten, weil die seinerzeitige Geländetaufe nicht mehr nachvollzogen werden kann und sich die Angaben nachträglich nicht mehr zuweisen lassen.
In der Armee der Schweiz findet die Geländetaufe auch im SNORDA-Verfahren statt.
Geländetaufen sind auch bei den Spezialeinheiten der Polizei üblich.